# (100724) 1998 BM38
(100724) 1998 BM38 es un asteroide perteneciente al cinturón de asteroides descubierto el 29 de enero de 1998 por el equipo del Spacewatch desde el Observatorio Nacional de Kitt Peak, Arizona, Estados Unidos.

## Designación y nombre
Designado provisionalmente como 1998 BM38.

## Características orbitales
1998 BM38 está situado a una distancia media del Sol de 2,781 ua, pudiendo alejarse hasta 2,814 ua y acercarse hasta 2,748 ua. Su excentricidad es 0,011 y la inclinación orbital 1,607 grados. Emplea 1694,17 días en completar una órbita alrededor del Sol.

## Características físicas
La magnitud absoluta de 1998 BM38 es 15,7. Tiene 3,3 km de diámetro y su albedo se estima en 0,102. 